# Бриквил на Мору
Бриквил на Мору (фр. Bricqueville-sur-Mer) насеље је и општина у северној Француској у региону Доња Нормандија, у департману Манш која припада префектури Кутанс.
По подацима из 2011. године у општини је живело 1169 становника, а густина насељености је износила 90,76 становника/km². Општина се простире на површини од 12,88 km². Налази се на средњој надморској висини од 60 метара (максималној 73 m, а минималној 3 m).

## Демографија
| 1962. | 1968. | 1975. | 1982. | 1990. | 1999. | 2011. |
| ----- | ----- | ----- | ----- | ----- | ----- | ----- |
| 652   | 774   | 778   | 797   | 810   | 908   | 1.169 |

График промене броја становника у току последњих година